# Юрьевка (Ульяновская область)
Юрьевка — деревня в Новоспасском районе Ульяновской области в составе Новоспасского городского поселения.

## География
Находится на расстоянии примерно 12 километров по прямой на юго-восток от районного центра поселка Новоспасское.

## История
В 1913 году в деревне было 37 дворов, 301 житель. В 1990-е годы работал коопхоз «Суруловское».

## Население
Население составляло 35 человек (русские 63%, чеченцы 28%) в 2002 году, 27 по переписи 2010 года.

## Известные уроженцы
- Кульков, Николай Иванович